# Ougeinia oojeinensis
Ougeinia oojeinensis is een soort uit de vlinderbloemenfamilie (Fabaceae). Het is een loofboom die voorkomt in India. Ook komt de boom voor in de Himalaya, van Kasjmir tot in Nepal. Hij groeit daar op een hoogte van 1200 tot 1300 meter.

## Synoniemen
- Dalbergia oojeinensis Roxb.
- Dalbergia ougeinensis Roxb.
- Desmodium oojeinense (Roxb.) H.Ohashi
- Ougeinia dalbergioides Benth.